# Héctor Salvá
Héctor Salvá González (Montevideo, 27 de noviembre de 1939 - 20 de noviembre de 2015) fue un futbolista y entrenador uruguayo. Integró la selección que obtuvo el Campeonato Sudamericano 1967.

## Trayectoria
Inició su carrera en 1959 en el club Nacional de Montevideo.
En 1962 pasó a Rampla Juniors, donde fue subcampeón de primera división en 1964, además fue el goleador del campeonato aquella temporada.
En 1966 fichó por Danubio.
En 1968 fue transferido al club Gimnasia y Esgrima de Argentina.

## Selección nacional
Fue internacional con la selección de fútbol de Uruguay entre 1960 y 1967 e integró el equipo que obtuvo el Campeonato Sudamericano 1967.

### Participación en Copas del Mundo
| Mundial                        | Sede       | Resultado        |
| ------------------------------ | ---------- | ---------------- |
| Copa Mundial de Fútbol de 1966 | Inglaterra | Cuartos de final |

#### Participación en Campeonatos Sudamericanos
| Copa                                   | Sede    | Resultado |
| -------------------------------------- | ------- | --------- |
| Campeonato Sudamericano Sub-20 de 1958 | Chile   | Campeón   |
| Campeonato Sudamericano 1967           | Uruguay | Campeón   |

## Clubes

### Como jugador
| Club               | País      | Año         |
| ------------------ | --------- | ----------- |
| Nacional           | Uruguay   | 1959 - 1961 |
| Rampla Juniors     | Uruguay   | 1962 - 1965 |
| Danubio            | Uruguay   | 1966 - 1967 |
| Gimnasia y Esgrima | Argentina | 1968 - 1969 |

### Como entrenador
| Club               | País      | Año         |
| ------------------ | --------- | ----------- |
| Gimnasia y Esgrima | Argentina | 1975        |
| Miramar Misiones   | Uruguay   | 1986        |
| Nacional           | Uruguay   | 1993        |
| Nacional           | Uruguay   | 1995 - 1996 |

## Palmarés

### Títulos nacionales

#### Como entrenador
| Título           | Club             | País    | Año  |
| ---------------- | ---------------- | ------- | ---- |
| Segunda División | Miramar Misiones | Uruguay | 1986 |

### Distinciones individuales
| Distinción                   | Año  |
| ---------------------------- | ---- |
| Goleador de Primera División | 1964 |